# Vetrino coprioggetti

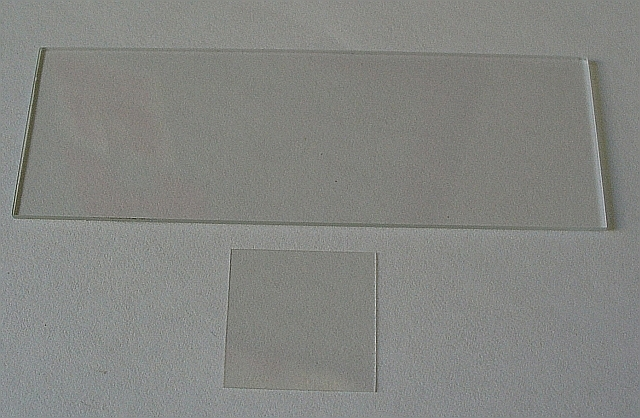
Un vetrino portaoggetti e un vetrino coprioggetti (in basso)

Il vetrino coprioggetti è una piccola lastra di plastica o vetro, solitamente quadrata con lato di 2 cm e spessore inferiore al millimetro, utilizzata in microscopia ottica per mantenere il campione da osservare sopra il vetrino portaoggetti. In pratica il campione è posto tra il vetrino portaoggetti ed il vetrino coprioggetti, che a loro volta possono essere sistemati sul tavolino portaoggetti del microscopio per l'osservazione.
Il vetrino coprioggetti svolge diverse funzioni (soprattutto di stabilizzazione e protezione):
- Nei preparati a fresco, in cui il campione è bagnato con una goccia d'acqua, il vetrino coprioggetti aderisce fermamente al campione e al vetrino portaoggetti grazie alla forza di tensione superficiale presente all'interfaccia delle due lastre. Quando l'acqua evapora si assiste ad una perdita di adesione;
- Durante l'osservazione previene il contatto tra l'obiettivo e il campione, evitando contaminazioni in tutti e due i sensi;
- Previene la contaminazione del campione da polvere o altri agenti esterni;
- Se viene incollato sul preparato previene l'essiccamento e l'ossidazione del campione.